# 1896 no teatro

## Nascimentos
| Data            | Nome                  | Profissão                                            | Nacionalidade                              | Observações | Ref |
| --------------- | --------------------- | ---------------------------------------------------- | ------------------------------------------ | ----------- | --- |
| 13 de fevereiro | George Hackathorne    | ator de teatro e cinema                              | Estados Unidos                             | m. 1940     |     |
| 18 de agosto    | Alan Mowbray          | ator de teatro e cinema                              | Reino Unido                                | m. 1969     |     |
| 4 de setembro   | Antonin Artaud        | ator, diretor, cenógrafo, crítico e teórico teatral  | França                                     | m. 1948     |     |
| 22 de outubro   | José Leitão de Barros | professor, cineasta, jornalista, dramaturgo e pintor | Reino Unido de Portugal, Brasil e Algarves | m. 1967     |     |
| 30 de outubro   | Ruth Gordon           | atriz de teatro e cinema                             | Estados Unidos                             | m. 1985     |     |

## Mortes
| Data | Nome | Profissão | Nacionalidade | Observações | Ref |
| ---- | ---- | --------- | ------------- | ----------- | --- |